# Torreón del Monje
El Torreón del Monje es uno de los íconos de la ciudad balnearia Argentina de Mar del Plata. Se trata de un edificio de influencias góticas, construido sobre las rocas de la Punta Piedras en 1904, donde funciona actualmente una confitería. Antes fue conocido como Torre Pueyrredón, y antes como el Belvedere.

## Historia

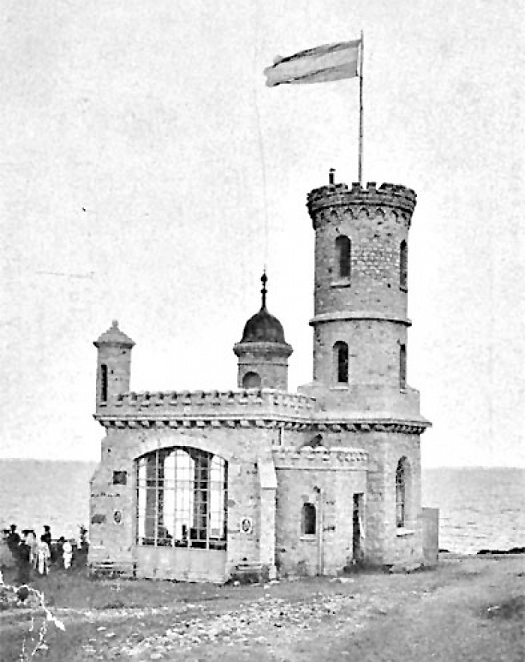
El Torreón original, hacia 1910. En 1929 se lo amplió con un club de tiro a la paloma.

Hacia comienzos del siglo XX, el pueblo de Mar del Plata estaba definido como el destino favorito de la clase alta de Buenos Aires, que comenzaba a construir allí sus chalets de lujo en donde pasaban las extensas vacaciones de verano, que duraban cuatro meses. Uno de los veraneantes miembros de la burguesía era Ernesto Tornquist, empresario y estanciero, que se dedicó a realizar numerosas obras públicas en Mar del Plata, embelleciendo la ciudad que había elegido para establecer su casa de conchal. 
Así, y quizás buscando dotar al lugar de un edificio que transmitiera encanto e intriga a los visitantes, decidió financiar la construcción de un mirador. Para darle al edificio mayor misterio, encargó al arquitecto Carlos Nordmann que fuera de estilo medieval, recordando a las antiguas fortalezas o castillos europeos. Empleó para ello a la firma constructora del italiano José Fontana.

### Leyenda

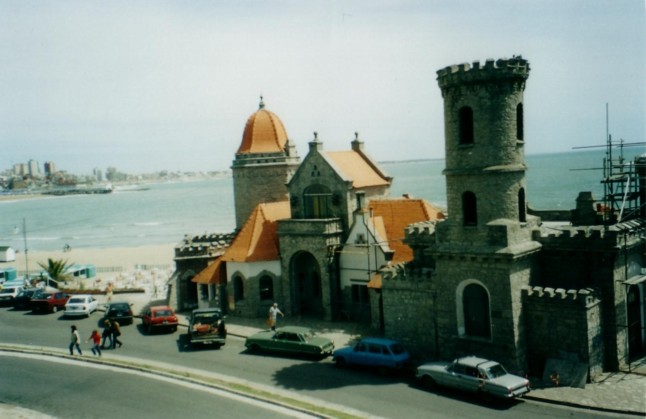
El Torreón, antes de la reconstrucción del puente (1999)

Pero Tornquist no se contentó con donar el mirador, sino que además quiso dotarlo de una historia que le sumara misticismo a Mar del Plata, pueblo que había sido fundado recién en 1874, por Patricio Peralta Ramos. Así hizo difundir un texto, atribuido al cronista Padre Antonio Santillán y supuestamente escrito en 1695, aunque en realidad estaba inspirado en una obra del chileno Alberto del Solar. Se dijo que había sido hallado en un cofre dentro de una recámara en la piedra, por uno de los obreros que picaban la roca para crear la base lisa donde se construiría el torreón.
Según el relato, en el mismo lugar del futuro mirador había existido una fortaleza construida por el Padre Ernesto Tornero (cuyo nombre se asemejaba al de Tornquist), perteneciente a la Orden de los Calvos, asentada por esos tiempos en la actual Laguna de los Padres, con el objetivo de defender a la reducción de indios que dirigía. La historia era el romance entre el soldado Alvar Rodríguez, que custodiaba desde la fortaleza costera, y la india Mariña, que vivía en la reducción de los padres. El cacique Rucamará constantemente intentaba vencer la fortaleza y tomar el control del asentamiento, hasta que finalmente lo logró y expulsó a los españoles, asentándose durante años y quedándose con Mariña, quien se transformó en su mujer favorita, aunque ella seguía enamorada de Alvar.
Finalmente, otra de las mujeres de la tribu, celosa de la preferencia de Rucamará, adormeció al cacique y a su favorita y pactó con los españoles para que atacasen a la fortaleza. Alvar Rodríguez se enfrentó a caballo con Rucamará, quien tomó a Mariña sobre su corcel y emprendió la huida. Al quedar sin escapatoria, saltó a caballo desde las rocas hacia el mar, llevándose consigo a la muchacha que amaba al soldado.

### Inauguración y ampliación

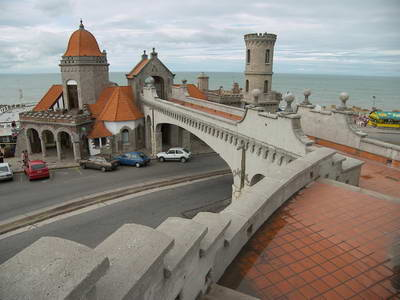
Vista desde el puente peatonal

Tras el encargo de Ernesto Torquinst quien  encargó la construcción del edificio medieval al Arq. alemán Karl Noordman, se inauguró la entonces llamada Torre Belvedere en 1904. Desde sus comienzos, funcionó allí una confitería, y poseía una pequeña vivienda para sus cuidadores —años más tarde, debería ser demolida. En esos tiempos, quedaba en uno de los extremos de la pequeña ciudad, llegando por camino de tierra, y no existía el Paseo Jesús de Galíndez, que actualmente recorre la costa bajo la barranca rocosa. 
En 1927, comenzó la ampliación, diseñada por los arquitectos Eduardo Lanus y Federico Woodgate, inaugurada en 1929 ya con el nombre de Torre Pueyrredón. Se le agregó un anexo con techos de teja rojiza, que fue ocupado por el Pigeon Club, en donde se practicaba el tiro a la paloma. El emprendimiento duró años, pero las quejas por la aparición constante de las aves muertas en la playa vecina motivó numerosas quejas, y debieron ser reemplazadas con discos voladores. Finalmente, el Pigeon Club cerró cuando un golpe militar rescindió la concesión e instaló en el torreón el Círculo de Oficiales de la Marina marplatense.
A partir de 1979 un empresario marplatense, Domingo Parato, comenzó a trabajar en la puesta en valor de la unidad, convirtiendo al Torreón del Monje en una de las postales indiscutidas de Mar del Plata y recuperando los enormes valores patrimoniales del conjunto que, de otra manera, podrían haberse perdido. Fue a través de aquellas obras realizadas por el empresario como fue salvada, por ejemplo la denominada pedana, cuyas bases y estructuras fueron reafirmadas permitiendo la creación de tres sub niveles de salones para eventos y muestras culturales.
Uno de los mayores logros de Parato fue la construcción de dos escolleras, obras impensadas en 1980, que junto con el sembrado de arena permitieron formar una playa donde antes solo había piedras y ruinas.
En 1993, la Municipalidad de General Pueyrredón declaró al Torreón del Monje Bien de Interés Patrimonial, determinando su conservación y protección especial. En enero de 2003, la concesionaria ARIEL DADA S.A. encargó al arquitecto Máximo Boneti la reconstrucción del puente peatonal que cruzaba sobre el Paseo Jesús de Galíndez y que había sido demolido años atrás. La nueva pasarela intenta respetar el estilo de la original, está revestida en piedra y posee una heráldica.
Actualmente la firma se encuentra liderada por los hijos del recordado empresario Domingo Parato. En 2017 fue inaugurado el nuevo "Parador Sur" en el sector sur del edificio y en 2018 el Club de Playa. Dichas obras fueron encargadas por la familia Parato al prestigioso estudio de arquitectura Mariani-Perez Maraviglia-Cañadas.
Actualmente, además de la confitería, funciona el Club de Emprendedores Mar del Plata dentro del mismo. Es un espacio activo y colaborativo que promueve la actividad asociada al emprendedorismo, a la innovación y a la transferencia de conocimiento de los principales actores del ecosistema local.